# Otto Rutrle
Otto Rutrle (5. března 1908 Dvůr Králové nad Labem – 21. listopadu 1976 Ostrava) byl český teolog, religionista, duchovní Církve československé husitské, mimořádný profesor Husovy československé evangelické fakulty bohoslovecké, po roce 1950 profesor a děkan Husovy československé bohoslovecké fakulty v Praze.

## Život
Studoval a maturitní zkoušku složil na gymnáziu ve Dvoře Králové nad Labem (1927). Téhož roku nastoupil do právě zřízeného bohosloveckého semináře CČS v Praze-Dejvicích. Po vysvěcení na kněze CČS (1929) působil krátce ve Slaném a pak jako farář v Nové Vsi pod Pleší. V roce 1932 vstoupil do manželství s Annou roz. Grohovou, 1935 se jim narodil syn Pavel.

Na akademický rok 1933/1934 byl Ústřední radou CČS vyslán ke studiu v Manchester College/Oxford, nato po šest let působil jako farář a středoškolský profesor náboženství v Praze na Malé Straně. Za války byl pomocným duchovním v Praze-Holešovicích a současně vyučoval v pololegálně provozované bohoslovecké koleji CČS, kde zastával i funkci spirituála tohoto zařízení. Státní bohoslovecké zkoušky složil roku 1939 na Husově československé evangelické fakultě bohoslovecké (HČEFB), když předtím (1935) získal na Filozofické fakultě Univerzity Karlovy doktorát v oboru religionistiky. Doktorát teologie obhájil již v roce 1942 (disertační práce Základní problémy duchovní práce), legalizován mu však mohl být až 4. 7. 1945. Následně se stal suplentem praktické teologie a rok poté (1946) byl jmenován mimořádným profesorem na HČEFB; současně byl povolán na Bohosloveckou kolej Dr. Karla Farského do funkce jejího rektora.

Se založením samostatné Husovy československé bohoslovecké fakulty (1950) byl ustanoven vedoucím profesorem její katedry praktické teologie a předsedou Rady pro výchovu duchovních a kazatelů. V letech 1952–1954 zastával též funkci děkana. Po smrti Dr. Františka Kováře jej kandidovala určitá část duchovenstva CČS/H/ ve vyhledávacím řízení na patriarchu církve, nicméně k volbě se mu jako „politicky ne dosti spolehlivému“ nedostalo předběžného státního souhlasu. Vyčerpán náročnou prací a nepříznivými poměry odešel již roku 1961 vážně nemocný do invalidního důchodu. Ve svém ostravském ústraní zemřel 21. listopadu 1976.

## Dílo

### Knihy a skripta
- Základní problémy duchovní péče (disertační práce). Praha 1940
- Pomoc nejvzácnější / Příručka duchovní péče pro laické pracovníky církve československé. Praha 1945 (2. přepracované vydání 1948)
- Ekumenické křesťanství v životě církve (I. a II. část). Praha 1948
- Duchovenská služba v praxi křesťanských církví. Praha 1948
- Vyznání víry (spolu se Zdeňkem Trtíkem). Praha 1949
- Funkce Desatera v církvi. Praha 1951
- Úvod do metodiky církevní práce v CČS. Praha 1952 (fakultní samizdat)
- Patriarcha Dr. K. Farský – novodobý hlasatel Ježíše Krista (sborník). Praha 1952
- Křesťanská služba slovem : theorie křesťanského hlásání (homiletika). Praha 1952
- Úvod do církevního díla. Praha 1953 (pouze pro interní potřebu fakulty a církve)
- Kapitoly z církevní praxe. Praha 1953 (dtto)
- Vzhůru srdce / Výklad bohoslužby církve československé v duchu a v pravdě (spolu se Zdeňkem Trtíkem). Praha 1953
- Liturgika, 2. díl. Praha 1954
- Liturgika, 1. díl. Praha 1957

### Články, eseje a studie
- Byly publikovány pravidelně a ve velkém počtu především v dvouměsíčníku Náboženská revue církve československé s přílohami Svoboda svědomí a Jednota i v týdeníku Český zápas. K nejzávažnějším studiím otištěným v Náboženské revui (NR) po skončení jeho aktivní fakultní činnosti patří zejména tyto stati:
- Církev v Božím plánu. NR r. 33 / 1961
- Církev československá v poměru ke svým tradicím. NR r. 38 / 1966
- Obnovení k misii. NR r. 40 / 1968
- Společnost a církev v pohybu. Theologická revue (NR r. 42) / 1970.

### Další aktivity
- Významně zasahoval do duchovního života CČS(H) pravidelnými extenzními a příležitostnými odbornými přednáškami v náboženských obcích, na synodách a církevních teologických konferencích.
- Ze skript a časopiseckých studií prof. Dr. O. Rutrleho pořídil přehledný sylabus prof. ThDr. Milan Salajka pod názvem Křesťanská víra a živá církev / Z duchovního a teologického odkazu prof. ThDr. PhDr. Otty Rutrleho. Praha: Náboženská obec CČSH-Staré Město, 2001